# Muhādschirūn

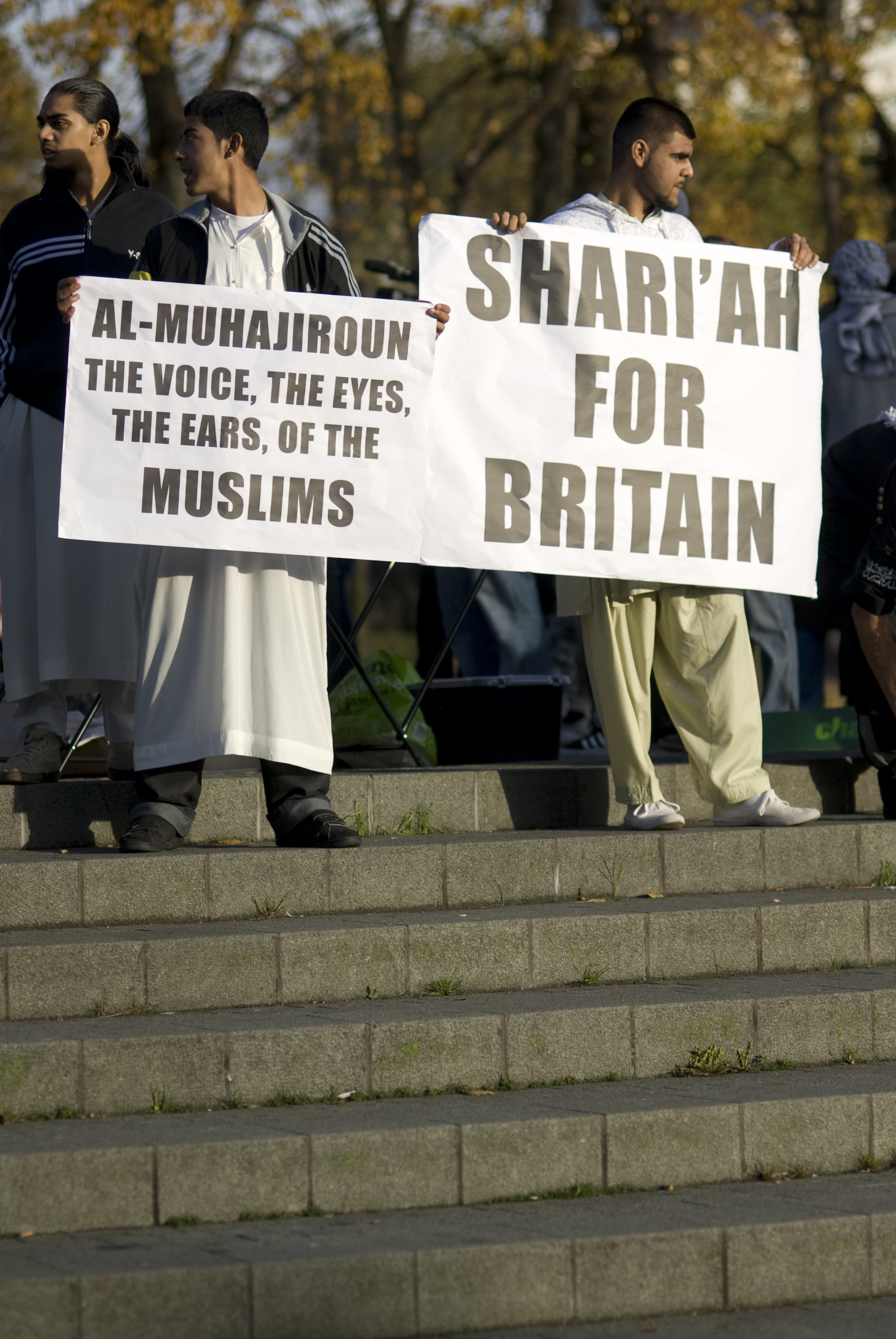
Übertragene Verwendung des Begriffs für Muslime im Ausland auf dem linken Plakat, bei einer Demonstration für die Einführung der Scharia in Großbritannien:
„al-Muhadschirun - die Stimme, die Augen, die Ohren der Moslems“ (al-Muhajiroun - the voice, the eyes, the ears of the Muslims)

Muhādschirūn (arabisch مهاجرون, DMG Muhāǧirūn ‚Auswanderer‘), Singular Muhadschir, als Partizip-Aktiv abgeleitet aus dem Verb hādschara / هاجر / hāǧara / ‚auswandern, sich vom (eigenen Stamm) fernhalten‘, werden diejenigen mekkanischen Muslime genannt, die im frühen Islam entweder vor Mohammed oder mit ihm aus Mekka nach Medina – damals Yathrib genannt – ausgewandert sind. Dieses historisch wichtige Ereignis nennt man entsprechend Hidschra.

## Geschichte
Der Koran und die sog. Gemeindeordnung von Medina, die Mohammed mit den medinensischen Ansar, einigen jüdischen Stämmen und den Mekkanern abgeschlossen hat, sind die ältesten historischen Quellen, in denen die mekkanischen Auswanderer genannt werden.
In Sure 8 Vers 72 heißt es:
Diejenigen, die glauben und ausgewandert sind und mit ihrem Vermögen und in eigener Person um Gottes willen Krieg geführt haben, und diejenigen, die (ihnen) Aufnahme gewährt haben und Beistand geleistet haben, die sind untereinander Freunde. Zu denen aber, die glauben und nicht ausgewandert sind, steht ihr in keinem Freundschaftsverhältnis solange sie nicht (ebenfalls) ausgewandert sind.
In Sure 9,100 ist von den „ersten Auswanderern“ die Rede:
Diejenigen, die (den anderen im Glauben) zuvorgekommen sind und (somit) die Ersten (geworden) sind, nämlich die Auswanderer (aus Mekka) und die Helfer (aus Medina)…
Die Koranexegese identifiziert diese „Ersten“ unter den Auswanderern المهاجرون الأولون / al-muhāǧirūn al-awwalūn von Mekka nach Medina mit denjenigen Anhängern Mohammeds, die an dessen frühesten Aktivitäten bis zum Jahre 627 teilgenommen haben oder noch früher, vor Januar 624 – als Mohammed die Gebetsrichtung von Jerusalem nach Mekka (Kaaba) verlegt hatte – bereits Muslime gewesen sind. Mit den „Helfern aus Medina“ sind die Ansār gemeint.
In den Biographien der Prophetengefährten – bei Ibn Hadschar al-Asqalani, Ibn ʿAbd al-Barr u. a. – werden die ersten Muslime von Mekka, die unter dem sozialen Druck der heidnischen Mekkaner im Haus von al-Arqam ibn Abī l-Arqam Schutz erhalten haben, mit den „ersten Muslimen“ gleichgesetzt und mit dem koranischen Begriff „as-sabiqun“ السابقون / as-sābiqūn bezeichnet. Ihrem sozial niedrigen Status entsprechend bezeichnet sie Muhammad ibn Saʿd (†845), der Verfasser der „Klassenbücher“, als „junge Menschen“, bzw. als „(sozial) schwache Menschen“ mustad'afun / مستضعفون / mustaḍʿafūn.
Die mekkanischen Anhänger Mohammeds sind gegenüber den Ansar bevorzugt behandelt worden; die Verteilung der Beute nach der Vertreibung der Banū n-Nadīr und der Vernichtung der Banu Quraiza erfolgte nur unter „den armen Auswanderern“ (siehe Sure 59, Vers 8)
Die Verteilung der Dotationen unter dem zweiten Kalifen ʿUmar ibn al-Chattāb erfolgte „nach dem Vorrang im Islam und nicht nach der edlen Abkunft“, d. h. nach dem frühen oder späteren Bekenntnis zum Islam zur Zeit Mohammeds.
Eine weitere Gruppe von Auswanderern stellen diejenigen Muslime dar, die aus Mekka nach Abessinien ausgewandert sind und sich erst später der muslimischen Gemeinschaft in Medina angeschlossen haben.
Auch die Mitglieder der arabischen Stämme, die sich Mohammed in Medina angeschlossen und somit die „Huldigung (zum Zwecke) der Auswanderung“ بيعة الهجرة / baiʿatu ʾl-hiǧra vollzogen haben, verstand man schon zur Zeit Mohammeds als Auswanderer – im Gegensatz zu denjenigen Mitgliedern arabischer Stämme, die lediglich die „nomadische, beduinische Huldigung“ البيعة العربية / al-baiʿatu ʾl-ʿarabiya geleistet haben. Sie hatten keinen Anspruch darauf, Auswanderer genannt zu werden und kommen in den Schriften der islamischen Geschichtsschreibung in diesem Sinne auch nicht vor. Der Bruch mit Medina nach geleisteter „Huldigung (zum Zwecke) der Auswanderung“ galt allerdings als „Abfall (Irtidad) von der Auswanderung“. Die „beduinische Huldigung“ dagegen war mit einer Übersiedlung nach Medina nicht verbunden.
Die Auswanderung nach Medina diente zur sozialen Festigung der Position Mohammeds und galt somit als eine gesellschaftspolitisch notwendige Maßnahme, die auch in Form der Offenbarung im Koran zum Ausdruck kommt. In Sure 3, Vers 195 heißt es:
Darum werde ich denen, die um meinetwillen ausgewandert und aus ihren Häusern vertrieben worden sind und Ungemach erlitten haben, und die gekämpft haben und (dabei) getötet worden sind, ihre schlechten Taten tilgen…
Nach dem Sieg über Mekka verlor die Auswanderung nach Medina selbstverständlich an Bedeutung; an ihre Stelle trat der Dschihad, der bewaffnete Kampf gegen die Ungläubigen.

## Weitere Bedeutungen
Als Muhadschir bezeichneten die frühen Charidschiten diejenigen, die als Anhänger der Bewegung sich ihrem Lager (mu'askar) angeschlossen haben. Nach ihrer Auffassung galt nicht mehr Medina, sondern das Militärlager der Bewegung als „Haus der Auswanderung“. dar al-hidschra / دار الهجرة / dāru ʾl-hiǧra  Diese Ideologie aus dem späten 7. Jahrhundert ist in der Zusammenfassung: „Die dogmatischen Lehren der Anhänger des Islam und die kontroversen Lehren der Gläubigen“ von Abu l-Hasan al-Asch'ari († 935) erhalten.